# Curt Smith

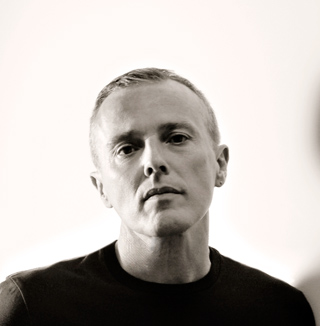
Curt Smith (2008)

Curt Smith (* 24. Juni 1961 in Bath, Grafschaft Somerset, England) ist ein britischer Sänger und Bassist. Seine größten Erfolge feierte er in den 1980er-Jahren mit der Band Tears for Fears.

## Leben
Curt Smith wuchs in Bath als mittleres von drei Geschwistern auf. Seine Mutter benannte ihn nach dem Schauspieler Curd Jürgens. Smith ist in zweiter Ehe mit Frances verheiratet; die beiden haben zwei Kinder.

## Musikalischer Werdegang
Curt Smith spielte zusammen mit seinem Freund Roland Orzabal Ende der 1970er in einer Formation namens Graduate. Da beide mit der Situation in der Band unzufrieden waren, gründeten sie 1981 zusammen mit Ian Stanley und Emmanuel „Manny“ Elias Tears For Fears. Nach drei erfolgreichen Alben und großem weltweiten Erfolg verließ Smith wegen Spannungen die Band im Jahr 1990, um fortan solo weiterzuarbeiten.
1993 erschien mit Soul on board sein erstes Soloalbum, welches keinen beachtlichen Erfolg hatte. Nach seinem Umzug nach New York City gründete er mit Charlton Pettus die Band Mayfield, zunächst als reines Liveprojekt, bevor sie 1997 ihr Debütalbum herausbrachte. Ein Jahr später zogen beide mit ihren Familien nach Los Angeles, wo Smith 2001 mit der Arbeit an seinem nächsten Album Halfway, pleased begann. 
Bedingt durch die erneute Annäherung an seinen ehemaligen Tears-for-Fears-Begleiter Roland Orzabal und die Arbeiten am 2004 erschienenen Comebackalbum Everybody Loves a Happy Ending, an dem auch Charlton Pettus beteiligt war, dauerte die Fertigstellung seines dritten Soloalbums bis 2008. Am 24. Januar 2010 erschien seine Solosingle All Is Love. Im Jahre 2010 wurde das Mayfield-Album unter seinem Namen mit einem Bonustrack wiederveröffentlicht. 2012 erschienen die zwei Downloadtracks This is Christmas und Perfectly ... still bei iTunes. Das Album Deceptively Heavy erschien im Sommer 2013.
Neben seiner Tätigkeit in der Popmusik schreibt Curt Smith auch Musik für das Fernsehen und die Theaterbühne.

## Diskografie

### Solo

#### Alben
- 1993: Soul on board
- 1999: Aeroplane
- 2008: Halfway, pleased
- 2013: Deceptively Heavy

#### Singles
- 1993: Calling out
- 2010: All is love (nur download)

### Mit Mayfield

#### Alben
- 1997: Mayfield

## Filmografie
- 2010: Psych, Folge Shawn 2.0 (5.08)
- 2013: Psych, Folge: Leichen zum Desert/100Clues (7.05)
- 2014: Psych, Folge: Gus – Mörderische Träume/A Nightmare on State Street (8.09)